# Goldbach (Ikva)
Goldbach är ett vattendrag i Österrike.   Det ligger i förbundslandet Burgenland, i den östra delen av landet, 70 km söder om huvudstaden Wien.
Trakten runt Goldbach består till största delen av jordbruksmark. Runt Goldbach är det ganska tätbefolkat, med 54 invånare per kvadratkilometer.